# Мальформація Арнольда — Кіарі

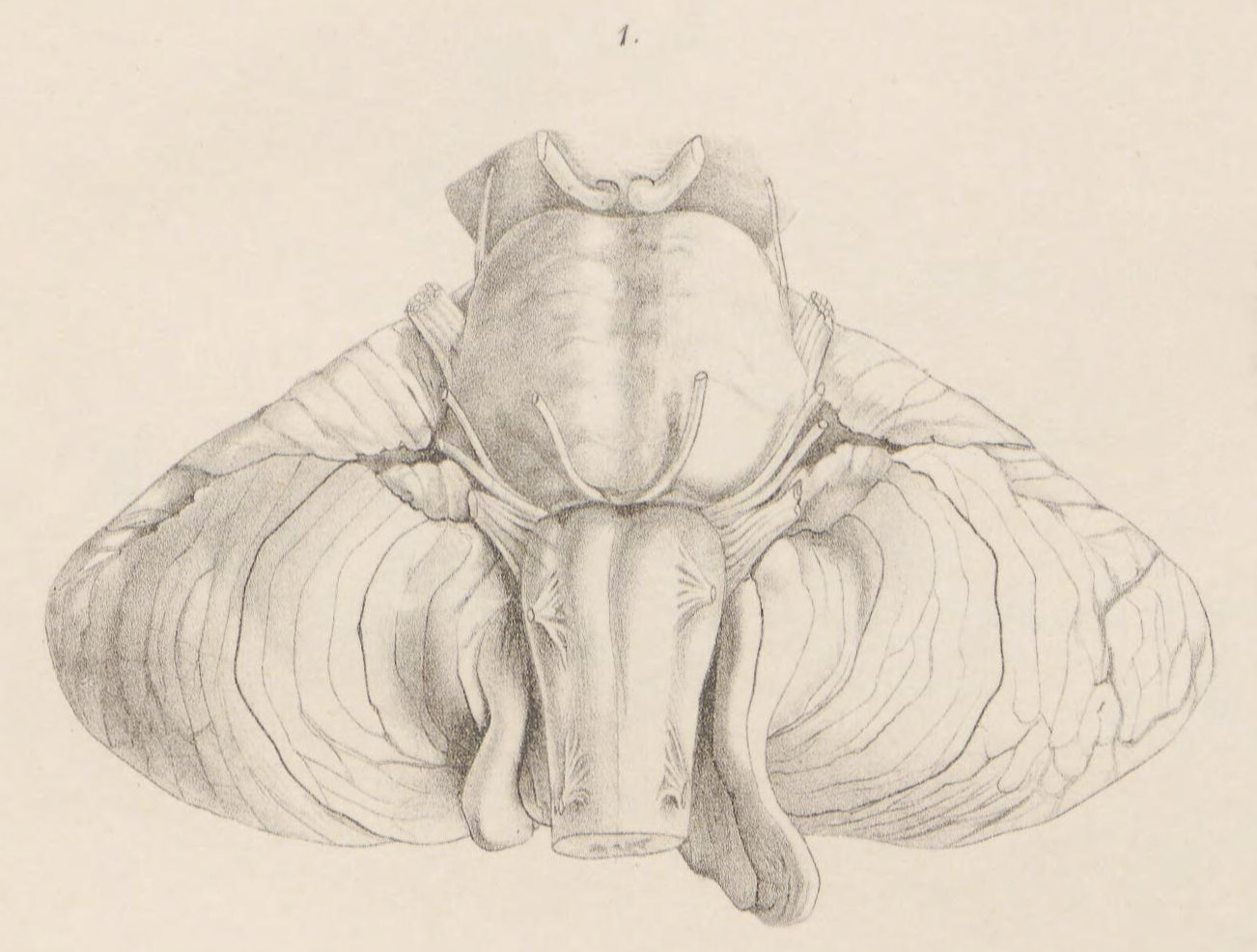
К'ярі 1895 Ілюстрація з класичної монографії Ганса Кіарі про порок розвитку Арнольда-Кіарі.

Мальформація Арнольда — Кіарі (МАК) — це структурний дефект мозочка, що характеризується зміщенням одного або обох мигдаликів мозочка нижче рівня великого отвору (отвір в основі черепа). МАК може спричиняти головний біль, утруднення ковтання, блювання, запаморочення, біль у шиї, хитку ходу, погану координацію рук, оніміння і поколювання рук і ніг, а також проблеми з мовою. Рідше люди можуть відчувати дзвін або дзижчання у вухах, слабкість, повільний або прискорений серцевий ритм, викривлення хребта (сколіоз), пов'язане з ушкодженням спинного мозку, порушення дихання, що характеризується періодами зупинки дихання під час сну, а у важких випадках — параліч.
Іноді це може призвести до некомунікативної гідроцефалії в результаті обструкції відтоку спинномозкової рідини (ліквору). Відтік спинномозкової рідини обумовлений різницею фаз відтоку і припливу крові в судинах головного мозку. Вада розвитку названа на честь австрійського патологоанатома Ганса Кіарі. CM типу II також відомий як мальформація Арнольда-Кіарі на честь Кіарі та німецького патологоанатома Юліуса Арнольда.

## Ознаки та симптоми

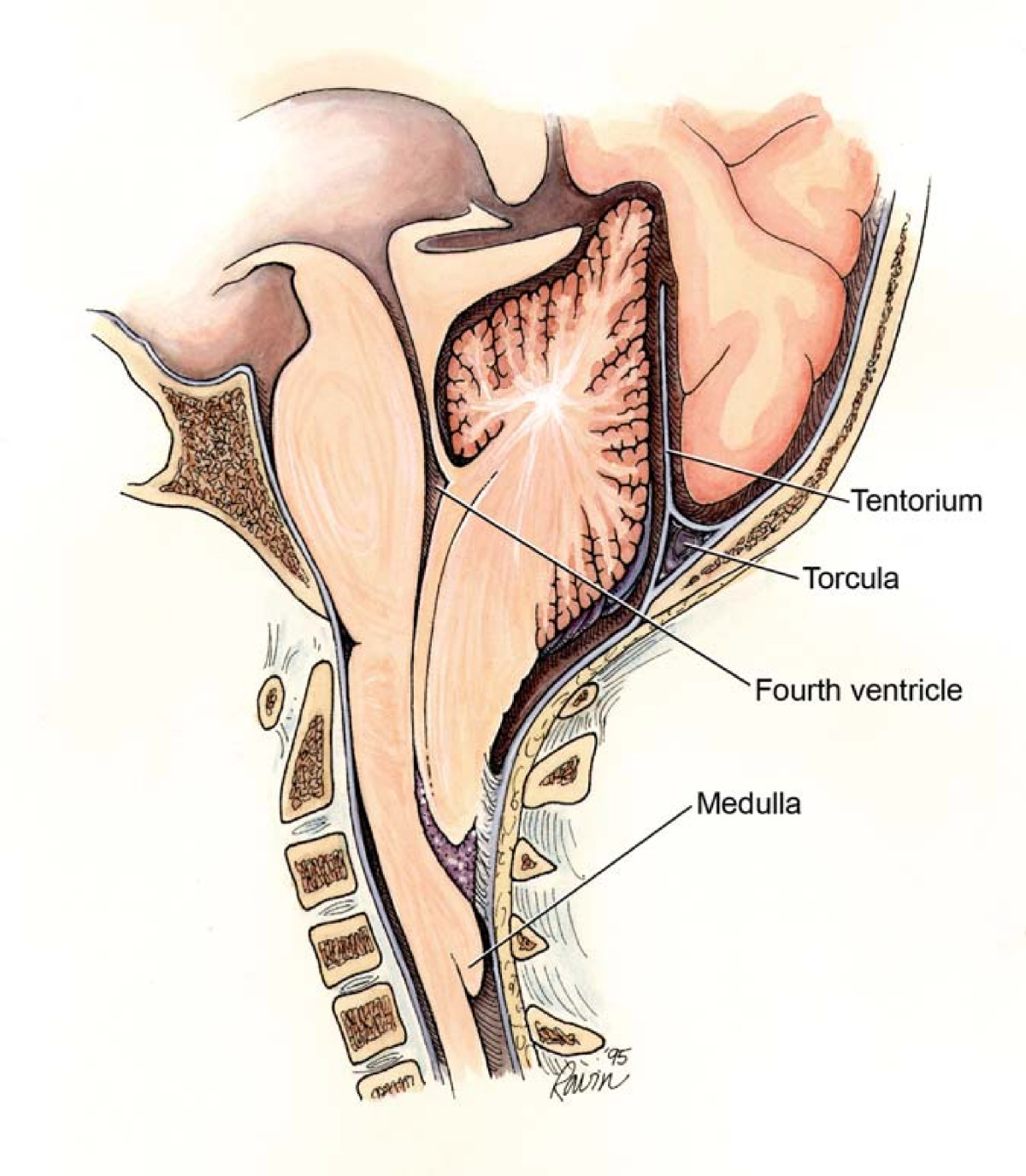

Явища зумовлені дисфункцією стовбура мозку та нижніх черепних нервів. Поява симптомів рідше спостерігається у дорослому віці у більшості пацієнтів. 
Діти молодшого віку, як правило, мають суттєво відмінні прояви клінічних симптомів, ніж діти старшого віку. Діти молодшого віку частіше мають більш швидку неврологічну дегенерацію з глибокою дисфункцією стовбура мозку протягом декількох днів.
- Нейрогенна дисфагія: утруднене ковтання. Виявляється при поганому харчуванні хворого.
- Ціаноз: синюшне забарвлення шкіри під час годування.
- Головні болі, що посилюються пробами Вальсальви, такими як позіхання, сміх, плач, кашель, чхання або напруження, нахили або раптове вставання [4]
- Тиннітус (дзвін у вухах)
- Симптом Лермітта (відчуття електрики, що проходить по спині та кінцівках)
- Вертиго (запаморочення)
- Нудота
- Синдром Шмахмана
- Ністагм (нерегулярні рухи очей; як правило, так званий «низовий ністагм»)
- Лицьовий біль
- М'язова слабкість
- Порушення блювотного рефлексу
- Дисфагія (утруднене ковтання) [5]
- Синдром неспокійних ніг
- Апное сну
- Розлади сну [6] [7]
- Порушення координації
- У важких випадках можуть розвинутися всі симптоми та ознаки бульбарного паралічу
- Параліч внаслідок тиску на шийно-медулярному з’єднанні може прогресувати так званим «за годинниковою стрілкою», вражаючи праву руку, потім праву ногу, потім ліву ногу і, нарешті, ліву руку; або навпаки.  [8]
- Набряк сосочка під час огляду очного дна внаслідок підвищення внутрішньочерепного тиску
- Розширення зіниці
- Дизавтономія : тахікардія (прискорене серцебиття), синкопе (непритомність), полідипсія (надзвичайна спрага), хронічна втома [9]
- Апное : раптова зупинка дихання, зазвичай під час сну.
- Опістотонос : спазм голови, який змушує голову вигинатися назад. Частіше у немовлят, ніж у дорослих.
- Стридор

Блокування потоку спинномозкової рідини (ліквору) також може спричинити утворення сиринкса, що зрештою призведе до сирингомієлії. Можуть виникнути симптоми центрального канатика, такі як слабкість руки, дисоційована втрата чутливості та, у важких випадках, параліч. 

### Сирингомієлія
Сирингомієлія найчастіше є хронічним прогресуючим дегенеративним розладом, що характеризується заповненою рідиною кістою, розташованою в спинному мозку. Однак можуть бути також випадки, коли сирінкс з точки зору розміру і ступеня симптомів фактично залишається стабільним протягом усього життя. Симптоми сирингомієлії включають біль, слабкість, оніміння та скутість у спині, плечах, руках або ногах. Інші симптоми включають головні болі, нездатність відчувати зміни температури, пітливість, сексуальну дисфункцію і втрату контролю кишечника і сечового міхура. Зазвичай він спостерігається в шийному відділі, але може поширюватися на довгастий мозок і міст або опускатися вниз до грудного або поперекового сегментів. Сирингомієлія часто асоціюється з мальформацією Кіарі I типу і зазвичай спостерігається між рівнями C-4 і C-6. Сирингомієлія часто асоціюється з вадами розвитку Кіарі I типу і зазвичай спостерігається між рівнями C-4 і C-6. Точний розвиток сирингомієлії невідомий, але багато теорій припускають, що грижі мигдалин при вадах розвитку Кіарі I типу викликають утворення «пробки», яка не дозволяє виходу ліквору з головного мозку в спинномозковий канал. Сирингомієлія присутня у 25% пацієнтів з вадами розвитку Кіарі I типу. 

## Патофізіологія

Foramen magnum (показано червоним), отвір в основі черепа

Найбільш широко прийнятим патофізіологічним механізмом, за допомогою якого виникають вади розвитку Кіарі I типу, є зменшення або відсутність розвитку задньої ямки в результаті вроджених або набутих порушень. Вроджені причини включають гідроцефалію, краніосиностоз (особливо ламбдовидного шва), гіперостоз (такий як краніометафізарна дисплазія, остеопетроз, еритроїдна гіперплазія), Х-зчеплений вітамін D-резистентний рахіт і нейрофіброматоз I типу. Набуті розлади включають ураження, що займають простір, через одну з декількох потенційних причин, починаючи від пухлин головного мозку і закінчуючи гематомами.  Черепно-мозкова травма може викликати відстрочену набуту ваду розвитку Кіарі, але патофізіологія цього невідома. Крім того, ектопія може бути присутнім, але безсимптомною, поки травма хлиста не призведе до її симптоматики. 
Деякі неврологічні експерти вважають, що мальформація Кіарі I типу розвивається в результаті хвороби філум, аномального витягування спинного мозку, викликаного надмірно напруженим терміналом Filum. Ця теорія була вперше введена доктором Мігелем Б. Ройо Сальвадором в 1993 році.

## Діагностика
Діагноз встановлюється за допомогою комбінації анамнезу пацієнта, неврологічного обстеження та медичної візуалізації.   Магнітно-резонансна томографія (МРТ) вважається кращим методом візуалізації при мальформації Кіарі.  МРТ візуалізує нервову тканину, таку як мигдалини мозочка та спинний мозок, а також кістки та інші м’які тканини. КТ та КТ-мієлографія є іншими варіантами, які використовувалися до появи МРТ, на жаль, роздільна здатність методів на основі КТ не характеризує сирингомієлію та інші нервові аномалії. 
За домовленістю положення мигдалика мозочка вимірюється відносно лінії базис-опістіон за допомогою сагітальних зображень Т1 МРТ або сагітальних зображень КТ.  Обрана відстань зрізу для аномального положення мигдалин є дещо умовною, оскільки не кожна людина буде симптоматичним при певній кількості зміщення мигдалин, а ймовірність появи симптомів і сирінкса зростає з більшим зміщенням; Однак більше 5 мм є найбільш часто цитованим числом відсікання, хоча деякі вважають 3-5 мм «прикордонним»; Патологічні ознаки і сирінкс можуть виникати і за межами цієї відстані.    Одне дослідження показало невелику різницю в положенні мозочкових мигдалин між стандартною лежачою МРТ і вертикальною МРТ у пацієнтів без травм хлиста в анамнезі. Нейрорадіологічне дослідження використовується для виключення будь-якого внутрішньочерепного стану, який може бути відповідальним за грижу мигдаликів. Нейрорентгенологічна діагностика оцінює тяжкість скупченості нервових структур у межах задньої черепної ямки та їх тиск на великий отвір. Кіарі 1.5 — це термін, який використовується, коли присутні як стовбур мозку, так і тонзилярна грижа через великий отвір. 
Діагноз вади розвитку Кіарі II можна поставити пренатально за допомогою ультразвукового дослідження. 

### Класифікація
Наприкінці 19 століття австрійський патологоанатом Ганс Кіарі описав, здавалося б, споріднені аномалії заднього мозку, так звані вади розвитку Кіарі I, II і III. Пізніше інші дослідники додали четверту (Кіарі IV) ваду розвитку. Шкала тяжкості оцінюється від I до IV, причому IV є найважчим. III і IV типи зустрічаються дуже рідко.  Після оригінальних описів доктора Кіарі Кіарі 0, 1.5, 3.5 і 5 були описані в медичній літературі.    

#### Види мальформації Кіарі
| Тип | Презентація | Клінічні особливості                                          |
| --- | --- | ------------------------------------------------------------- |
| 0   | Сирингогідромієлія за відсутності грижі мигдалин мозочка. | Біль у спині, ногах, оніміння/слабкість рук                   |
| я   | Грижа мигдалин мозочка . Тонзилярна ектопія нижче великого отвору більше 5 мм нижче як найбільш часто цитоване граничне значення для ненормального положення (хоча це вважається дещо суперечливим). Може спостерігатися сирингомієлія шийного або шийно-грудного відділів спинного мозку. Іноді можна побачити медулярний перегин і подовження стовбура мозку. Може бути вродженим або набутим через травму. У вродженому вигляді може протікати безсимптомно в дитинстві, але часто проявляється головним болем і мозочковими симптомами. Синдром потилично-атлантоаксіальної гіпермобільності є набутою вадою розвитку Кіарі I у пацієнтів зі спадковими порушеннями сполучної тканини. Пацієнти, які демонструють надзвичайну гіпермобільність суглобів і слабкість сполучної тканини внаслідок синдрому Елерса-Данлоса або синдрому Марфана, чутливі до нестабільності краніоцервікального з’єднання; таким чином вони знаходяться в групі ризику придбання вади розвитку Кіарі. | Головний біль, біль у шиї, нестійка хода зазвичай у дитинстві |
| 1.5 | На додаток до тонзилярної ектопії у пацієнтів з цією формою також спостерігається каудальний спад стовбура мозку. Значна частина цих пацієнтів потребує повторного хірургічного втручання внаслідок стійкої сирингомієлії. | Головний біль і біль у шиї, подібний до Кіарі I               |
| II  | Це єдиний тип, також відомий як вада розвитку «Арнольда-Кіарі». На відміну від менш вираженої тонзилярної грижі, яка спостерігалася при Кіарі I, спостерігається більший зсув черв’яка мозочка. Низько розташовані торкулярні герофіли (злиття синусів), тектальний дзьоб і гідроцефалія з наступною гіпоплазією кліви є класичними анатомічними асоціаціями. Зазвичай супроводжується поперековим або попереково-крижовим мієломенінгоцеле з тонзилярною грижею нижче великого отвору. Кольпоцефалія може спостерігатися через пов’язаний дефект нервової трубки. | Параліч нижче дефекту розщеплення хребта                      |
| III | Пов’язаний з потиличним енцефалоцеле, що містить різноманітні аномальні нейроектодермальні тканини, а також можливі грижі елементів мозочка, стовбура мозку та потиличної частки. Також можуть спостерігатися сирингомієлія, переплетення спинного мозку та гідроцефалія. | Рясний неврологічний дефіцит                                  |
| 3.5 | У 1894 році Джузеппе Мускателло описав, як вважають, єдиний випадок потилично-цервікального енцефалоцеле, яке сполучалося зі шлунком. Це цікава історична знахідка; однак з тих пір його не бачили і не описували. | Не сумісний з життям.                                         |
| IV  | Характеризується недостатнім розвитком мозочка, при якому мозочок і стовбур мозку лежать у задній черепній ямці без відношення до великого отвору. Еквівалент первинної агенезії мозочка . | Несумісний з життям                                           |
| В   | Характеризується відсутністю розвитку мозочка та ектопією потиличної частки у великий отвір. У медичній літературі описано два випадки цього рідкісного захворювання, обидва пов’язані з мієломенінгоцеле . Це викликало суперечки, враховуючи запропонований механізм цього синдрому. Фахівці з нейрохірургії не погоджуються, чи це справді окрема сутність чи лише частина спектру вад розвитку Кіарі 2. |                                                               |

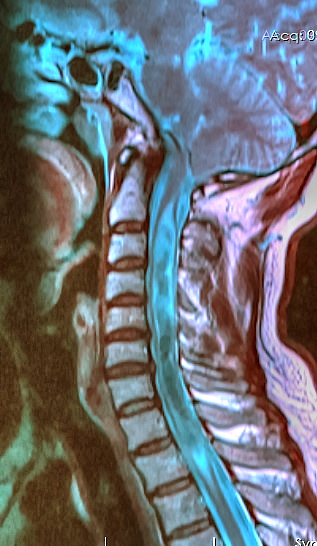
Сирингомієлія, асоційована з мальформацією Кіарі

Інші стани, які іноді причинно пов’язані з мальформацією Кіарі, включають гідроцефалію,  сирингомієлію, викривлення хребта, синдром зв’язаного спинного мозку та розлади сполучної тканини , такі як синдром Елерса–Данлоса  та синдром Марфана.
Деформація Кіарі є найбільш часто використовуваним терміном для цього набору умов. Використання терміна «мальформація Арнольда-Кіарі» з часом дещо впало в немилість, хоча він використовується для позначення вад розвитку II типу. Сучасні джерела використовують «вади розвитку Кіарі» для опису чотирьох конкретних типів, залишаючи термін «Арнольд-Кіарі» лише для типу II. Деякі джерела досі використовують «Арнольд-Кіарі» для всіх чотирьох типів. 
Мальформацію Кіарі або мальформацію Арнольда-Кіарі не слід плутати з синдромом Бадда-Кіарі , захворюванням печінки, також названим на честь Ганса Кіарі.
При псевдо-Кіарі витік ліквору може спричинити зміщення мигдаликів мозочка та подібні симптоми, достатні для того, щоб їх прийняти за порок Кіарі I. 

## Лікування
Хоча в даний час лікування не існує, лікування мальформації Кіарі - це хірургічне втручання та управління симптомами, заснованими на виникненні клінічних симптомів, а не на рентгенологічних результатах. Відомо, що наявність сиринкса дає специфічні ознаки та симптоми, які варіюються від дизестетичних відчуттів до альготермічної дисоціації до спастичності та парезу . Це важливі ознаки того, що пацієнтам з мальформацією Кіарі II типу потрібна декомпресійна хірургія. Пацієнти II типу мають важке пошкодження стовбура мозку та швидке зниження неврологічної відповіді. 
Декомпресійна хірургія  передбачає видалення пластинки першого, а іноді другого чи третього шийних хребців і частини потиличної кістки черепа для зняття тиску. Потік спинномозкової рідини може бути збільшений шунтом . Оскільки ця операція зазвичай передбачає відкриття твердої мозкової оболонки та розширення простору під нею, зазвичай застосовують трансплантат твердої мозкової оболонки, щоб закрити розширену задню черепну ямку. 
Невелика кількість неврологічних хірургів вважає, що дететеція спинного мозку як альтернативний підхід знімає компресію мозку проти отвору черепа (foramen magnum), усуваючи необхідність декомпресійної хірургії та пов'язаної з нею травми. Однак цей підхід значно менше задокументований у медичній літературі, з повідомленнями лише про жменьку пацієнтів. Альтернативна операція на хребті також не позбавлена ризику.
Можуть виникнути ускладнення декомпресійної операції. Вони включають кровотечу, пошкодження структур головного мозку та хребетного каналу, менінгіт, лікворні нориці, потилично-цервікальну нестабільність та псевдоменінгоцеле. Рідкісні післяопераційні ускладнення включають гідроцефалію та здавлення стовбура мозку ретрофлексією одонтоїда . Крім того, розширене серцево-судинне захворювання, створене широким отвором і великою дуропластикою, може спричинити «осадження» мозочка. Це ускладнення потребує корекції шляхом краніопластики.
У деяких випадках здавлювання стовбура мозку відбувається спереду (спереду або вентрально), що призводить до меншої задньої ямки та пов'язаної з нею мальформації Кіарі. 
У цих випадках потрібна передня декомпресія. Найбільш часто використовуваним підходом є операція через рот (трансоральна) для видалення кістки, що стискає стовбур мозку, як правило одонтоїд. Це призводить до декомпресії стовбура мозку і, отже, дає більше місця для мозочка, тим самим декомпресуючи ваду розвитку Кіарі. Арнольд Мензес, доктор медичних наук, є нейрохірургом, який започаткував цей підхід у 1970-х роках в Університеті штату Айова. У період з 1984 по 2008 рік (ера МР-візуалізації) 298 пацієнтів з незвідною вентральною компресією стовбура мозку і мальформацією Кіарі типу 1 пройшли трансоральний підхід до вентральної цервікомедулярної декомпресії в Університеті штату Айова. Результати були чудовими, що призвело до покращення функції стовбура мозку та зникнення мальформації Кіарі у більшості пацієнтів. 

## Епідеміологія
Вроджена вада розвитку Кіарі I, яка визначається як мигдаликові грижі від 3 до 5 мм або більше, раніше вважалося, що він становить 1 на 1000 пологів, але, ймовірно, набагато вище.   У жінок в три рази частіше, ніж у чоловіків, є вроджена вада розвитку Кіарі.  Вади розвитку II типу частіше зустрічаються у людей кельтського походження.  Дослідження з використанням МРТ у вертикальному положенні виявило ектопію мигдалин мозочка у 23% дорослих із головним болем, спричиненим травмою голови внаслідок ДТП. МРТ у вертикальному положенні виявилася більш ніж удвічі чутливішою, ніж стандартна МРТ, ймовірно тому, що сила тяжіння впливає на положення мозочка.
Випадки вродженої вади розвитку Кіарі можна пояснити еволюційними та генетичними факторами. Як правило, мозок немовляти при народженні важить близько 400 г і збільшується втричі до 1100-1400 г до 11 років. При цьому черепна коробка втричі збільшується в об'ємі з 500 см 3 до 1500 см 3 для розміщення зростаючого мозку.  Під час еволюції людини череп зазнав численних змін, щоб пристосуватися до зростаючого мозку. Еволюційні зміни включали збільшення розміру та форми черепа, зменшення базального кута та базисної довжини черепа. Ці модифікації призвели до значного зменшення розмірів задньої черепної ямки у сучасних людей. У нормальних дорослих задня черепна ямка становить 27% загального внутрішньочерепного простору, тоді як у дорослих з типом Кіарі I – лише 21%.  H. neanderthalensis мав платіцефалічні (сплощені) черепи. Деякі випадки Кіарі пов'язані з платібазією (сплощенням основи черепа). 

## Історія
Історія мальформації Кіарі описана нижче та класифікована за роками:
- 1883: Клеланд був першим, хто описав мальформацію Кіарі II або Арнольда-Кіарі у своєму звіті про дитину з розщелиною хребта, гідроцефалією та анатомічними змінами мозочка та стовбура мозку. [57]
- 1891: Ганс Кіарі, віденський патологоанатом, описав випадок 17-річної жінки з подовженням мигдаликів у конусоподібні виступи, які супроводжують довгастий мозок і втиснуті в хребетний канал. [57]
- 1907: Швальбе та Гредіг, учні німецького патологоанатома Юліуса Арнольда, описали чотири випадки менінгомієлоцеле та змін у стовбурі мозку та мозочку та дали назву «Арнольда-Кіарі» цим вадам розвитку. [57] [58]
- 1932: Ван Ховенінге Графтдайк першим повідомив про хірургічне лікування вад розвитку Кіарі. Усі пацієнти померли від хірургічного втручання або післяопераційних ускладнень. [57]
- 1935: Рассел і Дональд припустили, що декомпресія спинного мозку в великому отворі може полегшити циркуляцію ліквору. [57]
- 1940: Густафсон і Олдберг діагностували мальформацію Кіарі з сирингомієлією. [57]
- 1974: Bloch et al. описав положення мигдаликів, які класифікуються між 7 мм і 8 мм нижче мозочка. [57]
- 1985: Абулез використав МРТ для відкриття розширення [57]

## Суспільство і культура
Ця умова стала популярною в серіалі CSI: Місце злочину в епізоді десятого сезону «Internal Combustion» 4 лютого 2010 року  Деформація Кіарі була коротко згадана в медичній драмі House MD в епізоді п’ятого сезону « House Divided »,  Це було в центрі уваги епізоду шостого сезону « Вибір ». Це також у центрі уваги епізоду 4 сезону 4 сезону Private Practice, де вагітній жінці ставлять діагноз. Це стало причиною смерті в реаліті-серіалі «Доктор Джі: Судмедексперт» в епізоді шостого сезону «Побитий і побитий». Про це також згадувалося в медичній драмі «Обдарована людина » в епізоді першого сезону «У разі тривоги розлуки».  Він також представлений у 3-му та 4-му епізодах 7-го сезону серіалу «Ріццолі та Айлз», де у доктора Маури Айлз діагностовано захворювання.   

### Відомі люди
- Розан Кеш [64] – американська співачка і автор пісень; дочка Джонні Кеша
- Джулія Клакі [65] — учасниця збірної США з санного спорту на зимових Олімпійських іграх у Ванкувері 2010 року.
- Джоанна Девід [66] — британська актриса театру та телебачення
- Дж. Б. Холмс [67] – американський професійний гольфіст
- Марісса Ірвін [68] – американська фотомодель із вторинним синдромом Елерса-Данлоса К’ярі
- Боббі Джонс [69] – гравець у Всесвітньому залі слави гольфу США та засновник Національного гольф-клубу Огаста
- Алліса Сілі – золота медалістка США на літніх Паралімпійських іграх 2016 року з паратріатлону [70]
- Лія Шапіро [71] – американська барабанщиця гурту Black Rebel Motorcycle Club
- Мішель Стілвелл – канадська гонщиця на візках і політик [72]
- Рачід Таха [73] – алжирський співак
- Сейбер Норріс – австралійський скейтбордист і серфер [74]